# 듄: 어웨이크닝
듄: 어웨이크닝(Dune: Awakening)은 펀컴이 개발하고 배급하는 생존 게임이다. 멀티플레이어 게임으로, 2025년 6월 5일 얼리 액세스를 시작으로 6월 10일에 Windows용으로 출시되었다. 플레이스테이션 5 및 Xbox Series X/S 버전도 2026년 출시가 예정되어 있다.

## 스토리
인트로 시네마틱은 폴 아트레이데스가 내레이션하며, 그가 태어나지 않는 대체 역사의 비전을 보여준다. 대신 레이디 제시카는 베네 게세리트의 명령에 따라 딸을 낳는다. 제시카가 자매단에 충성을 유지했기 때문에, 그녀는 진실탐지자로 훈련받았고, 따라서 유에 박사의 배신을 알아내고 레토 아트레이데스 공작의 목숨을 구할 수 있었으며, 원작 소설의 사건들을 막는다. 아트레이데스 가문은 아라키스에서 하코넨 가문과의 길고 긴 "암살자의 전쟁"에 휘말리고, 프레멘은 불가사의하게 사라진다.
플레이어 캐릭터는 베네 게세리트 소속의 비밀 요원이 되어 프레멘을 찾고 "잠자는 자를 깨워야" 한다.

## 게임플레이
듄: 어웨이크닝은 생존 게임이다. 게임 시작 시 플레이어는 자신의 플레이어 아바타를 생성하고, 외형을 사용자 정의하며 배경을 선택한다. 또한 플레이어의 초기 능력을 결정할 멘토를 선택할 수도 있다. 예를 들어, 베네 게세리트 멘토는 플레이어 캐릭터에게 "목소리"를 사용하여 적을 도발하는 방법을 가르쳐준다. 플레이어는 캐릭터의 갈증 수준을 관리하고 스틸슈트를 유지해야 한다. 아라키스는 잦은 모래 폭풍과 유사 (모래)와 같은 환경적 위험으로 가득하다. 플레이어 캐릭터는 낮에 탐험하면 열사병에 걸릴 수 있으며, 밤에는 적대적인 사르다우카르 순찰대와 마주칠 수 있다. 플레이어는 자원을 찾고, 이를 사용하여 새로운 아이템을 만들고 쉘터를 건설해야 하지만, 전초 기지를 건설하기로 결정하면 황제에게 세금을 지불해야 한다. 플레이어는 듄 세계에서 가장 필수적이고 가치 있는 상품으로 여겨지는 환각제인 멜란지를 채취하고 운반하기 위해 서로 경쟁해야 한다. 모래벌레는 끊임없는 위협이며, 플레이어는 주의를 끌지 않기 위해 이동 시 큰 소리를 내는 것을 피해야 한다. 플레이어는 덤퍼와 같은 기술을 사용하여 모래벌레를 유인하고 이를 유리하게 사용할 수 있지만, 마음대로 소환할 수는 없다. 플레이어는 패배해도 진행 상황을 잃지 않지만, 모래벌레에게 먹힌 모든 아이템과 차량은 영원히 사라진다. 플레이어가 진행함에 따라 전투 및 이동에 사용되는 새로운 기술, 무기 및 장비를 잠금 해제한다. 스파이스를 채취하고 판매하는 것 외에도 플레이어는 스파이스에 중독되어 스파이스 관련 능력을 잠금 해제한다.
듄: 어웨이크닝은 대규모 멀티플레이어 게임이기도 하다. 펀컴은 이 게임이 생존, 보호, 확장, 통제의 네 가지 단계로 나뉘며, 플레이어 캐릭터가 보통 사람에서 길드의 리더로 성장하는 과정을 보여준다고 덧붙였다. 시작 지역을 완료한 후 플레이어는 오버랜드를 이용할 수 있으며, 조류 비행기를 탑다운 시점으로 조종하여 게임의 다른 위치에 도달할 수 있다. 플레이어는 아트레이데스 가문 또는 하코넨 가문에 가입하여 특정 세력 퀘스트를 수행하고 다른 비플레이어 캐릭터와 대화할 수 있다. 플레이어는 수백 명의 플레이어를 수용할 수 있는 주로 플레이어 대 플레이어 환경인 딥 데저트에도 접근할 수 있다. 이 위치는 매주 코리올리스 폭풍에 의해 황폐화되며, 게임 출시 후 매주 새로운 관심 지점과 지형 변화가 나타날 것이다. 플레이어는 또한 지하 생태 연구실, 즉 게임의 던전을 혼자 또는 다른 플레이어와 함께 탐험할 수 있다. 결국 플레이어는 엔드게임에 도달하게 되며, 길드는 란스라드에서의 영향력을 사용하여 게임 세계의 상태에 영향을 미칠 선택을 할 수 있다.

## 개발
듄: 어웨이크닝은 코난 엑자일과 아나키 온라인의 개발사인 펀컴이 개발했다. 독일 기반 스튜디오 NUKKLEAR는 게임의 공동 개발사로 참여하여 펀컴의 차량 게임플레이 제작을 도왔다. 2019년 2월, 펀컴은 레전더리 엔터테인먼트와 6년 동안 듄 프랜차이즈 기반 게임 세 개를 제작하는 파트너십을 체결했다고 발표했으며, 그중 하나는 오픈 월드 멀티플레이어 게임이다. 듄: 어웨이크닝은 2022년 8월에 공식적으로 발표되었으며, 2025년 6월 10일에 Windows용으로 출시되었다. 디럭스 또는 얼티밋 에디션을 구매한 플레이어는 정식 출시 5일 전인 6월 5일에 게임을 플레이할 수 있었다. 펀컴은 또한 플레이스테이션 5 및 Xbox Series X/S용으로 게임을 출시할 계획이다.

## 평가
듄: 어웨이크닝은 PC 버전의 경우 리뷰 애그리게이터 웹사이트 메타크리틱에서 33개 리뷰를 기반으로 100점 만점에 80점을 받아 비평가들로부터 "대체로 호의적인" 평가를 받았다. 오픈크리틱은 비평가들의 83%가 이 게임을 추천했다고 판단했다.
이 게임은 출시 당일 스팀에서 동시 접속자 수 14만 명 이상을 기록했다.

## 내용주
1. ↑  NUKKLEAR의 추가 개발
2. ↑  디럭스 및 얼티밋 에디션은 2025년 6월 5일에 출시되었으며, 스탠다드 에디션은 6월 10일에 출시될 예정이다.